# Houssin Bezzai
Houssin Bezzai (El Aioun Sidi Mellouk, 4 november 1978) is een voormalig Nederlands-Marokkaans profvoetballer die speelde als verdediger. Hij kwam uit voor Sparta Rotterdam, TOP Oss en Haarlem.

## Clubcarrière
Bezzai kwam op jonge leeftijd naar Nederland en maakte zijn debuut in het Nederlandse betaalde voetbal op 7 november 1999 in de competitiewedstrijd Sparta-Ajax (1-2), toen hij na 31 minuten inviel voor Steve Goossen. Zijn laatste profduel speelde hij op 14 april 2006, toen hij na 86 minuten werd vervangen door Ray Fränkel in de wedstrijd Haarlem-FC Zwolle (1-3). Na zijn afscheid van het betaalde voetbal (augustus 2006) sloot Bezzai zich aan bij de amateurs van Ter Leede. Hij was Marokkaans jeugdinternational en won in 1997 de African Cup of Nations onder 20. 

## Na het profvoetbal
Na zijn voetbalcarrière heeft Bezzai samen met een partner Sport United opgericht. Het bedrijf richt zich onder meer op de organisatie van evenementen en loopbaanbegeleiding van sporters. Binnen het bedrijf worden ook (kwetsbare) jongeren naar werk en scholing begeleidt. Daaruit ontstond eind 2010 Fuit & Go, een smoothie-/broodjesbar in Leiden (samen met Tim de Cler). Dat bedrijf is opgegaan (zonder De Cler) in het Leids Inzet Collectief, een detacheringsbedrijf voor jongeren met een arbeidsbeperking.
Sinds maart 2020 is Bezzai ook programmamanager racisme en discriminatie bij de KNVB.

## Statistieken
- Lijst van spelers van TOP Oss
- Lijst van spelers van HFC Haarlem
- Lijst van spelers van Sparta Rotterdam